# Màrqueting visual
El màrqueting visual (en anglès Visual marketing) és la disciplina que estudia la relació existent entre l'objecte, el context en què aquest s'insereix i la seva imatge. S'aplica principalment als sectors de la moda i del disseny i representa un punt de contacte interdisciplinari entre el comerç, els principis de la percepció visual i la psicologia cognitiva. 
Element fonamental del mercadat modern, el màrqueting visual posa al centre del seu estudi i anàlisi crític la capacitat de l'objecte de ser el "protagonista" de la comunicació visual. El producte i el seu llenguatge visual resulten així inseparables i la seva fusió és el missatge que arriba al públic, influenciant i determinant les seves decisions, en un mecanisme de comunicació persuasiu,  "... un objecte per tant ja no és el resultat industrial que respon a una determinada necessitat, sinó la síntesi entre la seva imatge, la seva funció i les emocions que aquest genera...". 

## Història
Aquesta visió sobre els objectes troba les seves arrels en l'obra escrita per Susan Sontag, Notes on "Camp", en què l'autora afirmava, ja en els anys 60, que l'objecte no és interessant com a tal, sinó el seu interès recau en la seva representació, sent aquesta el resultat d'una sèrie de reflexions que aprofundeixen en la història de l'objecte mateix, en la seva simbologia, la seva manifestació i percepció davant els ulls de qui l'observa. Al llarg de la seva evolució històrica el màrqueting visual ha posat de manifest l'encobriment de l'objecte, el qual s'allunya de la seva essència com a producte per a convertir-se en el protagonista de l'escenari, transformant-se en una reproducció de si mateix des del moment mateix en què entra en el mercat.   Paolo Schianchi, un dels teòrics italians del màrqueting visual, sosté el següent:  
"... L'objecte és: real, és el que veiem; la seva aparença, la matèria que ho compon; ideal, la seva identitat arquetípica; comunicació, la seva relació amb el gust; forma i funció, contenidor i contingut; emoció, la història que evoca; fet crític, el llenguatge que el consagra revelant-lo; fet industrial, resultat actiu i productiu; imatge, el que es fa i com es fa; anònim, simplement existència..." 
Tots aquests elements que pertanyen i defineixen un objecte, en funció del mercat i del consumidor de referència, són els aspectes d'estudi i aplicació que comprenen el camp d'acció del màrqueting visual.
Aquesta disciplina per tant “... afecta diferents etapes del disseny d'un objecte: la creativa (creació d'un objecte que respongui a determinades necessitats i que posseeixi una forma determinada: neutra, rodona, punxeguda, irregular, etc.), la comunicativa (en un període definit i en una àrea geogràfica determinada, que pot transformar-se i canviar) i finalment, l'expositiva (l'objecte es troba a l'abast de la mà però en un context que el tanca i protegeix com si es tractés d'una insòlita troballa industrial, carregat d'emocions i funcionalitats, inassolible objecte entre l'art i el disseny)...”. 
Umberto Galimberti escrigué  :"... Però també allí on les possibilitats econòmiques no falten, el desig, ja codificat per la moda, no es refereix tant als objectes sinó als mites amb els quals la moda els ha envoltat i moltes vegades són aquests el que resulten l'objecte de consum...".
Afirmació també sostinguda per Gillo Dorfles en el seu llibre "Il feticcio quotidiano" (el fetitxe quotidià) "... Per això crec que es pot afirmar que avui dia podem parlar d'una nova concepció ergonòmica, no relacionada precisament amb l'altura d'un escriptori i amb les característiques confortables d'un farciment, sinó més aviat amb l'assoliment de la “imatge mite” que un objecte de disseny ha de posseir si compleix realment amb la finalitat per a la qual va ser creat...".
El mite que envolta a l'objecte, fins al punt de tornar-se part integrant d'aquest, és descodificat per aquesta disciplina mitjançant l'estudi dels diferents llenguatges visuals i verbals pertanyents a diferents públics objectiu.
El màrqueting visual abandona el seu interès en el públic tradicional per a centrar-lo en el “...públic objectiu, ja no classificat per edat, sexe, nivell d'instrucció o un altre aspecte relacionat amb l'entorn social o d'origen de l'individu, sinó més aviat per la mena d'experiència, sigui aquesta de caràcter esportiu (amants del golf o del futbol), personal (tastadors de vi o col·leccionistes), cultural (amants de l'art o melòmans), etc. Aquests grups de persones manegen codis visuals, verbals, sonors, gestuals, olfactoris i formals específics, que utilitzen per a comunicar-se... ”.  Les formes expressives del públic objectiu són la base dels nous sub-llenguatges, la descodificació dels quals permet crear els mitjans de comunicació específics per a aquest públic.
Aquest enfocament gairebé antropològic conté entre els seus inspiradors a Marc Augé, qui en la seva obra El temps en ruïnes afirma que “...en un món en el qual la imatge és omnipresent, convé que el real s’assembli a la seva imatge...”. Els estudis realitzats per Paolo Schianchi han posat en evidència precisament que la forma en què els diferents públics objectiu componen la imatge de la realitat es basa en codis lingüístics fets de paraules, sons, imatges, olors i formes, que en combinar-se de manera diferent donen origen a diferents sub-llenguatges. Si aquests elements expressius es descodifiquen correctament, es converteixen en el mitjà per a entrar en contacte amb un determinat públic objectiu i per a vehicular-hi un missatge.  Això constitueix un aspecte del màrqueting visual que contribueix a elaborar campanyes publicitàries dirigides a capturar a l'usuari a través de les seves emocions i de la seva representació de la realitat, emprant el seu mateix llenguatge expressiu.
L’origen d’aquest principi es troba en les obres de Vilém Flusser sobre la imatge i sobre com la tecnologia ha canviat la nostra percepció del món, en les quals l'autor afirma que “... l'ètica, l'ontologia i l'epistemologia seran substituïdes per les imatges i ja no tindrà sentit preguntar-se si són bones o justes, originals o artificials, veritables o falses o què volen significar. Caldrà preguntar-se simplement, quina experiència m'ofereixen...”. Amb aquestes paraules l'autor introdueix el concepte d'emoció expressiva, que és la base dels sub-llenguatges visuals i verbals que pertanyen a cada individu des del moment mateix en què entra a formar part d'un públic objectiu. El màrqueting visual ha fet seus aquests conceptes i per a comunicar un producte a un determinat públic descodifica els seus llenguatges emocionals i individuals, ja que s'ha demostrat que avui dia tots experimentem “... una doble existència, en la qual cadascú és la representació de si mateix, inseparable de la persona física, com l'objecte i la seva imatge...”. .
Qui treballa en màrqueting visual estudia aquest fet, passant del disseny de l'objecte a la seva posada en escena i creant el mite que l'envolta. Les teories sobre el màrqueting visual han estat desenvolupades per l'estatunidenc Michel Wedel.